# Le Palais des mille et une nuits
Le Palais des mille et une nuits je francouzský němý film z roku 1905. Režisérem je Georges Méliès (1861–1938). Film trvá zhruba 14 minut.
Film byl inspirován arabskou sbírkou Tisíc a jedna noc. (První filmovou adaptací arabské sbírky Tisíc a jedna noc byl snímek Ali Baba et les Quarante Voleurs z roku 1902.)